# نمایش رقص و موسیقی شبانه
نمایش رقص و موسیقی شبانه (ایتالیایی: Follie di notte) یک فیلم مستند اِروتیک به نویسندگی و کارگردانی جو داماتو است که در سال ۱۹۷۸ منتشر شد.

## نمای کلی
این فیلم کلوپ‌های شبانه و کلوپ‌های جنسی مشهور را از سراسر جهان از جمله در لاس وگاس، توکیو، پاریس و آفریقا معرفی می‌کند. آماندا لیر که در آن زمان در اوج شهرت بین‌المللی خود به عنوان یک خواننده دیسکو بود، در این فیلم که به عنوان یک راهنمای سفر حضور دارد و شهرها را معرفی می‌کند و آنچه را که در زندگی شبانه این شهرها مهیاست، توصیف می‌کند. هر مقدمه با یک صحنه جنسی دنبال می‌شود. این فیلم شامل فعالیت‌های جنسی مانند سادومازوخیسم، مرده‌خواهی و سکس گروهی، علاوه بر رقص شهوانی و تردستی با استفاده از برهنگی است. دو صحنه نشان دهنده رابطه جنسی همجنس‌گرایانه نیز در فیلم وجود دارد.